# 贝诺代
贝诺代（法語：Bénodet，法語發音：[benɔdɛ]，旧读[benɔdɛt]）是法国菲尼斯泰尔省坎佩尔区的一个市镇，位于该省南部，是一座海滨小城。

## 地理
贝诺代（47°52'36"N, 4°6'46"W）面积10.53 平方千米，位于法国布列塔尼大區菲尼斯泰尔省，该省份为法国最西部的省份，位于布列塔尼半岛西部，北西南三面环大西洋，东临阿摩尔滨海省和莫尔比昂省。
与贝诺代接壤的市镇（或旧市镇、城区）包括：克洛阿尔富埃南、富埃南、普勒旺。
贝诺代的时区为UTC+01:00、UTC+02:00（夏令时）。

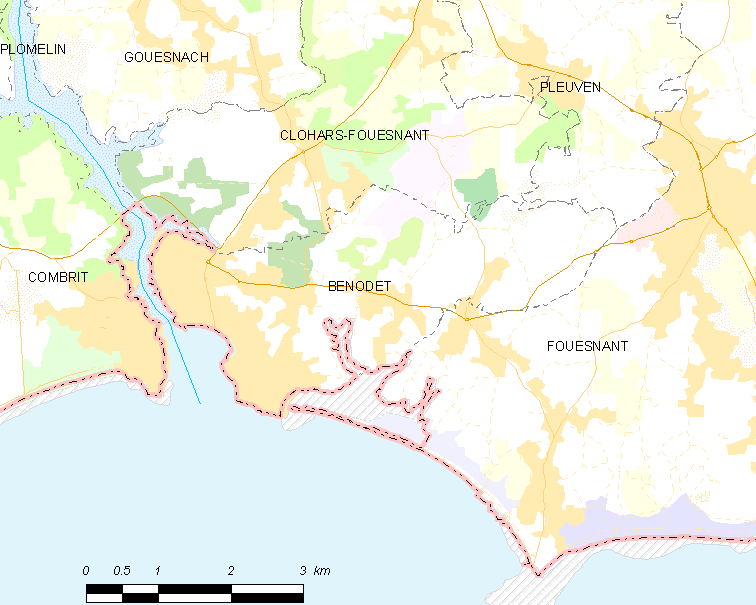
贝诺代的OSM定位图

## 行政
贝诺代的邮政编码为29950，INSEE市镇编码为29006。

## 政治
贝诺代所属的省级选区为富埃南县。

## 人口

1962-2008年间贝诺代人口变化图示

贝诺代于2022年1月1日时的人口数量为3878人。